# Delhi Development Authority
Delhi Development Authority (DDA) est une agence étatique indienne fondée en 1957.

## Fonction
L'agence est chargée de la conception des plans d'urbanisme de Delhi, dont celui entre 1961 et 1981 et dans l'accompagnement de mesures d'aménagement de la ville, notamment en créant des réserves foncières pour le développement de la ville. 
En 2010, le gouvernement de Delhi lance le projet de réaménagement de la Kathputli Colony sur la base d'un partenariat public-privé. Selon le plan de l'agence, 2 800 appartements seront construits dans des immeubles de dix étages sur les 5,2 hectares.